# Whitmire
Whitmire est une ville située dans le comté de Newberry, dans l’État de Caroline du Sud, aux États-Unis. Lors du recensement de 2020, elle comptait 1 390 habitants.